# 埼玉県道134号桶川停車場線

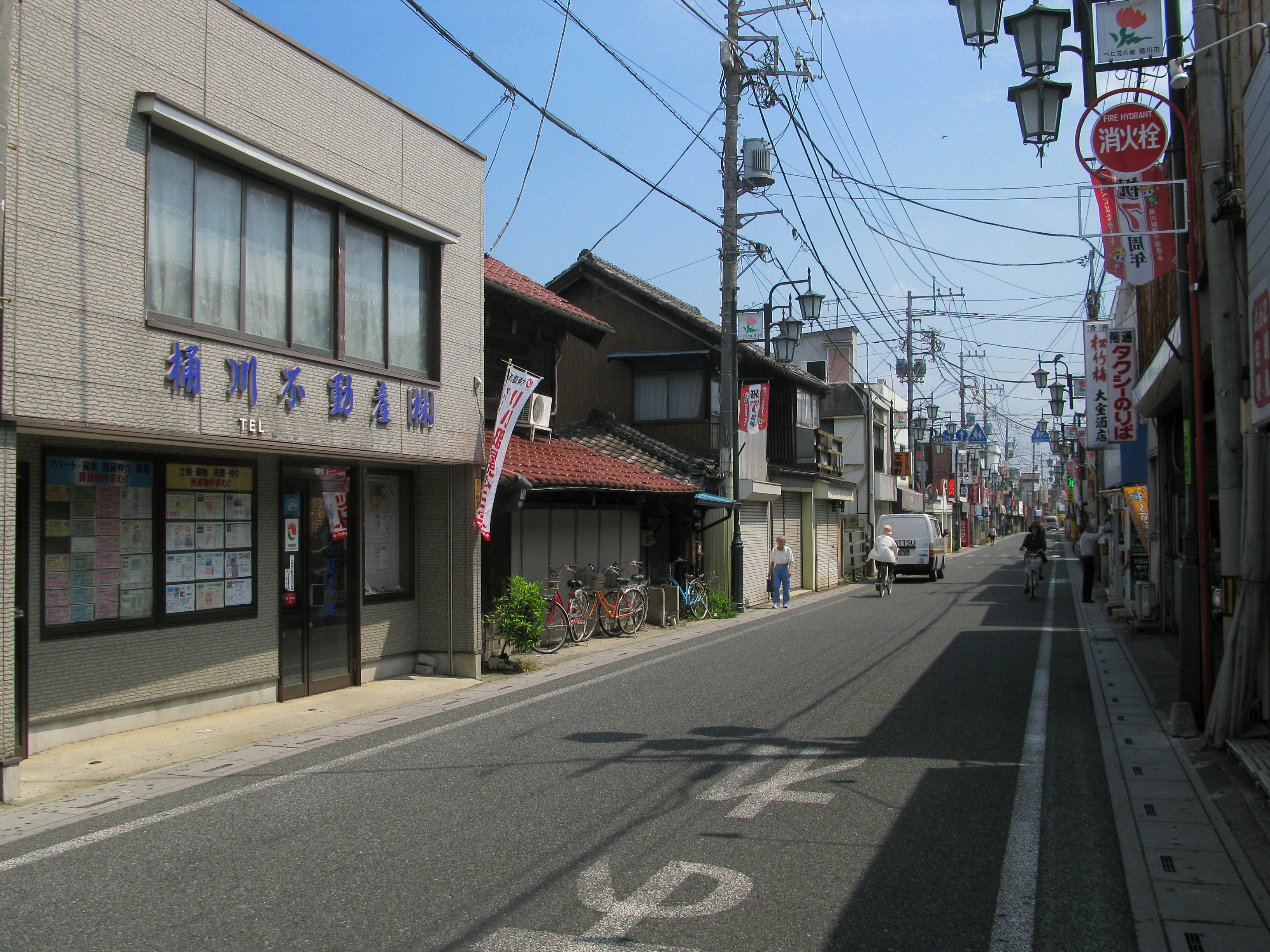
桶川市南1丁目（2012年6月）

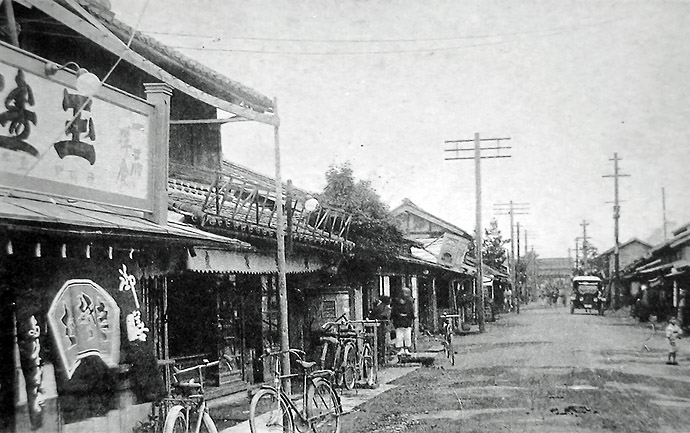
1932年頃の駅前通り。現在の高砂屋付近。奥に桶川停車場を望む。

埼玉県道134号桶川停車場線（さいたまけんどう134ごう おけがわていしゃじょうせん）は、埼玉県桶川市に設定されている県道である。

## 概要
中央線がない2車線の狭い道路だが、現在は桶川駅東口の再開発も含めて拡張工事が進行している。

## 路線データ
- 起点：桶川停車場
- 終点：埼玉県道164号鴻巣桶川さいたま線交点（桶川駅前交差点）
- 総距離：230 m

## 通過する自治体
- 埼玉県
  - 桶川市

## 交差する道路
- 埼玉県道164号鴻巣桶川さいたま線

## 沿線の主な施設
- 桶川駅